# Préfailles
Préfailles település Franciaországban, Loire-Atlantique megyében. Lakosainak száma 1246 fő (2022. január 1.). Préfailles La Plaine-sur-Mer és Pornic községekkel határos.

## Népesség
A település népességének változása:
| Lakosok száma | 601  | 775  | 857  | 1182 | 1224 | 1213 | 1246 | 1237 | 1226 | 1246 |
|               | 1968 | 1982 | 1990 | 2006 | 2013 | 2015 | 2017 | 2019 | 2020 | 2022 |